# 萨维诺区
萨维诺区（俄语：Савинский район）是俄罗斯联邦伊万诺沃州下辖的一个区，其行政中心为萨维诺。据2016年统计，该区的人口为11166人。